# Hema Malini
Hema Malini (en tamil: ஹேமா மாலினி, en hindi: हेमा मालिनी; Ammankudi, Tamil Nadu; 16 de octubre de 1948) es una actriz, directora y productora de cine de la India.

## Biografía
Malini nació en la casa Chakravarthy de habla tamil el 16 de octubre de 1948 en Ammankudi, Tamil Nadu. El nombre de su padre es V.S.R. Chakravarthy y su madre, Jaya, eran productores de cine. Estaba inscrita en Andhra Mahila Sabha, con sede en Chennai. 

## Trayectoria
Después de actuar como bailarina en una película regional de 1961, fue rechazada por el director tamil, CVSridhar, durante 1964 cuando intentó actuar por primera vez, con el argumento de que era demasiado delgada para ser heroína en Venniradai y el papel fue para Venniradai Nirmala. Más tarde, Malini actuó en la canción Singara Therukku Selai cantada por Seergazhi Govindrajan y L.R.Eshwari como actor secundario de la película tamil de 1963 Idhu Sathiyam protagonizada por S.A.Asokan como el héroe. Pero Malini persistió, debutó junto a Raj Kapoor en 'Sapnon Ka Saudagar' solo 4 años después de su rechazo, pero la película fue un fracaso.
A comienzos de su carrera fue conocida como la «chica de ensueño». Hizo papeles cómicos y dramáticos y demostró su talento como bailarina clásica. Le unió a Dharmendra, con quien protagonizó varias películas. A lo largo de su carrera ha actuado en 150 películas.
Es miembro del Bharatiya Janata Party (BJP) y en 2003 el Gobierno de la India le confirió el Premio Padma Shri.

## Premios

### Premios Filmfare
- 1973 – La mejor actriz, Seeta Aur Geeta.
- 1999 – Premio Filmfare a Toda una vida.

### Otros premios
- 1998 – el Premio al invitado de honor - 18.ª Ujala Cinema Express Awards.[4]
- 2003 – Premio Zee Cine a Toda una vida.
- 2003 – Premio Star Screen a la Mejor Pareja, Baghban (con Amitabh Bachchan).
- 2003 – Premio a Toda una vida en los Premios Bollywood Movie.
- 2004 – Premio Bollywood Movie a la actriz más sensacional, Baghban.
- 2004 – Le pareja del año de Sports World (con Amitabh Bachchan), Baghban.[5]
- 2004 – Icono del año[6]
- 2009 – Lifetime Achievement Award en el 7.º Festival Internacional de Cine de Pune (PIFF).[7]

### Honores
- 2000 – Padma Shri, del Gobierno de la India.
- 2004 – Premio Living Legend de la Federación de la Cámara de comercio de la India (FICCI).[8]
- 2007 - Premio Rashtrabhushan de la Fundación FIE Ichalkaranji[9]

## Filmografía
| Año  | Película                | Papel                                      | Notas              |
| ---- | ----------------------- | ------------------------------------------ | ------------------ |
| 1961 | Pandava Vanavasam       | Bailarina                                  |                    |
| 1968 | Sapnon Ka Saudagar      | Mahi                                       |                    |
| 1969 | Waris                   | Geeta                                      |                    |
| 1969 | Jahan Pyar Mile         |                                            |                    |
| 1970 | Tum Haseen Main Jawaan  | Anuradha                                   |                    |
| 1970 | Sharafat                | Chandni                                    |                    |
| 1970 | Abhinetri               | Anjana                                     |                    |
| 1970 | Aansoo Aur Muskan       | Radha/Girja                                |                    |
| 1970 | Johny Mera Naam         | Rekha                                      |                    |
| 1971 | Paraya Dhan             | Rajjoo (Rajni)                             |                    |
| 1971 | Naya Zamana             | Seema Choudhury                            |                    |
| 1971 | Lal Patthar             | Saudamani/Madhuri                          |                    |
| 1971 | Andaz                   | Sheetal                                    |                    |
| 1971 | Tere Mere Sapne         | Maltimala                                  |                    |
| 1972 | Seeta Aur Geeta         | Seeta/Geeta                                |                    |
| 1972 | Raja Jani               | Shanno                                     |                    |
| 1972 | Gora Aur Kala           | Rajkumari Anuradha Singh                   |                    |
| 1972 | Garam Masala            | Didi                                       | Sin crédito        |
| 1972 | Bhai Ho To Aisa         | Roopa                                      |                    |
| 1972 | Babul Ki Galiyaan       |                                            |                    |
| 1973 | Shareef Budmaash        | Seema                                      |                    |
| 1973 | Prem Parvat             |                                            |                    |
| 1973 | Chhupa Rustam           | Ritu R. Jain                               |                    |
| 1973 | Gehri Chaal             | Hema                                       |                    |
| 1973 | Jugnu                   | Seema                                      |                    |
| 1973 | Joshila                 | Shalini                                    |                    |
| 1974 | Dulhan                  | Radha                                      |                    |
| 1974 | Amir Garib              | Sunita/Soni                                |                    |
| 1974 | Dost                    | Kaajal 'Kaju'                              |                    |
| 1974 | Prem Nagar              | Lata                                       |                    |
| 1974 | Kasauti                 | Sapna                                      |                    |
| 1974 | Patthar Aur Payal       | Sapna Sinha                                |                    |
| 1974 | Haath Ki Safai          | Kamini Chopra                              |                    |
| 1975 | Sunehra Sansar          | Savita/Rani Padmavati                      |                    |
| 1975 | Sanyasi                 | Aarti/Champa                               |                    |
| 1975 | Kahte Hain Mujhko Raja  |                                            |                    |
| 1975 | Do Thug                 |                                            |                    |
| 1975 | Dharmatma               | Reshma                                     |                    |
| 1975 | Khushboo                | Kusum                                      |                    |
| 1975 | Pratigya                | Radha                                      |                    |
| 1975 | Sholay                  | Basanti                                    |                    |
| 1976 | Sharafat Chod Di Maine  |                                            |                    |
| 1976 | Naach Uthe Sansaar      | Nanki Mehto                                |                    |
| 1976 | Maa                     | Nimmi                                      |                    |
| 1976 | Charas                  | Sudha                                      |                    |
| 1976 | Aap Beati               | Geeta K. Kapoor                            |                    |
| 1976 | Dus Numbri              | Sundari/Rosemary Fernandes                 |                    |
| 1976 | Mehbooba                | Ratna/Jhumri                               |                    |
| 1976 | Jaaneman                | Santho/Ram Kali/Bantho/Santho Singh        |                    |
| 1977 | Shirdi Ke Sai Baba      | Pooja                                      |                    |
| 1977 | Kinara                  |                                            |                    |
| 1977 | Khel Khilari Ka         | Fan                                        |                    |
| 1977 | Dream Girl              | Sapna/Padma/Champabai/Dream girl/Rajkumari |                    |
| 1977 | Dhoop Chhaon            | Lajwanti "Lajjo"                           |                    |
| 1977 | Chacha Bhatija          | Mala                                       |                    |
| 1977 | Palkon Ki Chhaon Mein   | Mohini                                     |                    |
| 1978 | Dillagi                 | Phoolrenu                                  |                    |
| 1978 | Azaad                   | Rajkumari Seema                            |                    |
| 1978 | Apna Khoon              | Geeta                                      |                    |
| 1978 | Trishul                 | Sheetal Varma                              |                    |
| 1979 | Ratnadeep               |                                            |                    |
| 1979 | Janata Havaldar         |                                            |                    |
| 1979 | Dil Kaa Heera           | Roopa 'Parirani'                           |                    |
| 1979 | Meera                   | Meera Rathod                               |                    |
| 1979 | Hum Tere Aashiq Hain    |                                            |                    |
| 1980 | The Burning Train       | Seema                                      |                    |
| 1980 | Bandish                 | Madhu/Chanchal                             |                    |
| 1980 | Do Aur Do Paanch        | Shalu                                      |                    |
| 1980 | Alibaba Aur 40 Chor     | Marjina                                    |                    |
| 1981 | Maan Gaye Ustad         |                                            |                    |
| 1981 | Jyoti                   | Gauri                                      |                    |
| 1981 | Dard                    | Seema                                      |                    |
| 1981 | Aas Paas                | Seema                                      |                    |
| 1981 | Krodhi                  | Phoolvati                                  | Guest appearance   |
| 1981 | Kranti                  | Rajkumari Meenakshi                        |                    |
| 1981 | Naseeb                  | Asha                                       |                    |
| 1981 | Kudrat                  | Chandramukhi/Paro                          |                    |
| 1981 | Meri Aawaz Suno         | Mrs. Sunita Kumar                          |                    |
| 1982 | Samraat                 | Jennifer "Jenny" Gomes                     |                    |
| 1982 | Farz Aur Kanoon         |                                            |                    |
| 1982 | Do Dishayen             |                                            |                    |
| 1982 | Baghavat                | Rajkumari Padmavati                        |                    |
| 1982 | Satte Pe Satta          | Indu R. Anand                              |                    |
| 1982 | Suraag                  |                                            |                    |
| 1982 | Rajput                  | Janki D. Singh                             |                    |
| 1982 | Desh Premee             | Asha                                       |                    |
| 1982 | Meharbaani              |                                            |                    |
| 1983 | Taqdeer                 | Chandni                                    |                    |
| 1983 | Razia Sultan            | Razia Bano                                 |                    |
| 1983 | Andhaa Kanoon           | Inspector Durga Devi Singh/Shanti          |                    |
| 1983 | Nastik                  | Gauri                                      |                    |
| 1983 | Justice Chaudhury       | Radha Chaudhary                            |                    |
| 1984 | Sharara                 |                                            |                    |
| 1984 | Ram Tera Desh           | Sunita                                     |                    |
| 1984 | Raaj Tilak              | Roopa                                      |                    |
| 1984 | Qaidi                   | Dr. Sunita                                 |                    |
| 1984 | Ek Naya Itihas          |                                            |                    |
| 1984 | Ek Nai Paheli           | M. K. Bhairavi                             |                    |
| 1985 | Phaansi Ke Baad         | Sapna                                      |                    |
| 1985 | Durga                   | Durga                                      |                    |
| 1985 | Aandhi-Toofan           | Sheela R. Singh                            |                    |
| 1985 | Ramkali                 | Raksha Chouhan/Ramkali Chouhan             |                    |
| 1985 | Yudh                    | Nafisa Khatun                              | Special Appearance |
| 1985 | Hum Dono                | Lata                                       |                    |
| 1985 | Babu                    | Kammo                                      |                    |
| 1986 | Ek Chadar Maili Si      | Ranno                                      |                    |
| 1987 | Sitapur Ki Geeta        | Geeta Singh                                |                    |
| 1987 | Hirasat                 |                                            |                    |
| 1987 | Apne Apne               | Seema R. Kapoor                            |                    |
| 1987 | Anjaam                  |                                            |                    |
| 1987 | Jaan Hatheli Pe         | Mona                                       |                    |
| 1987 | Kudrat Ka Kanoon        | Advocate Bharti Mathur                     |                    |
| 1988 | Vijay                   | Suman Y. Bhalla/Suman A. Bhardwaj          |                    |
| 1988 | Mulzim                  | Jailer Shardadevi                          |                    |
| 1988 | Mohabbat Ke Dushman     | Shamajaan                                  |                    |
| 1988 | Rihaee                  | Taku                                       |                    |
| 1989 | Galiyon Ka Badshah      | Billoo                                     |                    |
| 1989 | Deshwasi                |                                            |                    |
| 1989 | . Sachché Ká Bol-Bálá   | Greta Saunders 'Geeta'                     |                    |
| 1989 | Santosh                 | Kavita                                     |                    |
| 1989 | Desh Ke Dushman         |                                            |                    |
| 1989 | Paap Ka Ant             |                                            |                    |
| 1990 | Lekin                   | Tara                                       | Guest Appearance   |
| 1991 | Jamai Raja              | Durgeshwari Devi                           |                    |
| 1991 | Hai Meri Jaan           | Reshma                                     |                    |
| 1994 | Vivekananda             |                                            |                    |
| 1995 | Param Vir Chakra        | Mother                                     |                    |
| 1996 | Aatank                  | Novia de Jesu                              |                    |
| 1996 | Maahir                  | Mrs. Kamini Rai                            |                    |
| 1997 | Himalay Putra           | Seema                                      |                    |
| 2000 | Hey Ram                 | Ambujam Iyengar                            |                    |
| 2001 | Censor                  | Radha                                      |                    |
| 2003 | Aman Ke Farishtey       |                                            |                    |
| 2003 | Baghban                 | Pooja Malhotra                             |                    |
| 2004 | Veer-Zaara              | Maati                                      | Special Appearance |
| 2005 | Bhagmati                |                                            | Special Appearance |
| 2006 | Ganga                   | Savitri                                    | Special Appearance |
| 2006 | Baabul                  | Shobhna Kapoor                             |                    |
| 2007 | Laaga Chunari Mein Daag | Dancer                                     | Special Appearance |
| 2007 | Gangotri                | Thakurain Savitri V. Singh                 |                    |
| 2010 | Sadiyaan                | Benazir                                    |                    |